# Daniel Jeandupeux
Daniel Jeandupeux (* 7. února 1949, Saint-Imier) byl švýcarský fotbalista, útočník. Byl nejlepším střelcem švýcarské fotbalové ligy 1973/1974. Po skončení aktivní kariéty působil jako trenér, v letech 1986-1986 byl trenérem švýcarské reprezentace.

## Fotbalová kariéra

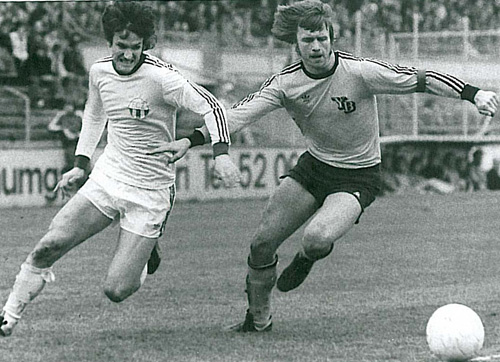
Daniel Jeandupeux (vlevo) v roce 1974

Ve švýcarské lize hrál za FC La Chaux-de-Fonds, FC Curych a FC Sion, nastoupil ve 201 ligových utkáních a dal 112 gólů. S FC Curych získal tři mistrovské tituly a dvě vítězství v poháru, třetí vítězství v poháru získal v roce 1980 s FC Sion. V Poháru mistrů evropských zemí nastoupil ve 3 utkáních a v Poháru vítězů pohárů nastoupil v 8 utkáních. Za švýcarskou reprezentaci nastoupil v letech 1971–1979 ve 35 utkáních a dal 2 góly.

## Ligová bilance
| Ročník                      | Zápasy | Góly | Klub                     |
| --------------------------- | ------ | ---- | ------------------------ |
| 1. švýcarská liga 1967/1968 | 21     | 9    | FC La Chaux-de-Fonds     |
| 1. švýcarská liga 1968/1969 | 26     | 12   | FC La Chaux-de-Fonds     |
| 1. švýcarská liga 1969/1970 | 23     | 11   | FC La Chaux-de-Fonds     |
| 1. švýcarská liga 1970/1971 | 26     | 16   | FC La Chaux-de-Fonds     |
| 1. švýcarská liga 1971/1972 | 25     | 10   | FC Curych                |
| 1. švýcarská liga 1972/1973 | 23     | 11   | FC Curych                |
| 1. švýcarská liga 1973/1974 | 26     | 26   | FC Curych                |
| 1. švýcarská liga 1974/1975 | 25     | 16   | FC Curych                |
| Ligue 1 1975/1976           | 34     | 10   | FC Girondins de Bordeaux |
| Ligue 1 1976/1977           | 30     | 14   | FC Girondins de Bordeaux |
| Ligue 1 1977/1978           | 10     | 1    | FC Girondins de Bordeaux |
| 1. švýcarská liga 1979/1980 | 3      | 0    | FC Sion                  |
| 1. švýcarská liga 1980/1981 | 1      | 1    | FC Curych                |
| 1. švýcarská liga 1981/1982 | 1      | 0    | FC Curych                |
| 1. švýcarská liga 1982/1983 | 1      | 0    | FC Curych                |
| CELKEM 1. švýcarská liga    | 335    | 98   |                          |